# Liste des partis politiques à Sao Tomé-et-Principe
Cet article présente une liste des partis politiques santoméens.

## Représentation

### Assemblée nationale
Le dernier renouvellement de l'Assemblée nationale a lieu en septembre 2022.
|  |           | Parti                                                                         | Membres |
|  | --------- | ----------------------------------------------------------------------------- | ------- |
|  | ADI       | Action démocratique indépendante                                              | 30      |
|  | MLSTP-PSD | Mouvement pour la libération de Sao Tomé-et-Principe – Parti social-démocrate | 18      |
|  | MCI-PS    | Mouvement des citoyens indépendants – Parti socialiste                        | 5       |
|  | Basta     | Mouvement Basta                                                               | 2       |

### Assemblée régionale de Principe
Le dernier renouvellement de l'Assemblée de la région autonome de Principe a lieu en septembre 2022.
|  |      | Parti                                              | Membres |
|  | ---- | -------------------------------------------------- | ------- |
|  | UMPP | Union pour le progrès et le changement de Principe | 6       |
|  | MVDP | Mouvement vert pour le développement de Principe   | 3       |

## Partis nationaux
| Nom | Nom                                                                           | Nom en portugais                                                          | Positionnement Idéologie | Chef(fe)                               | Fondation       | Notes |
| --- | ----------------------------------------------------------------------------- | ------------------------------------------------------------------------- | ------------------------ | -------------------------------------- | --------------- | --- |
|     | Action démocratique indépendante                                              | Acção Democrática Independente                                            | Centre droit             | Patrice Trovoada                       | 1994            | Coalition : - 2002 : UK                                                                                               |
|     | Basta – Nouvel horizon pour le développement durable                          | Basta! - Novo Horizonte para Desenvolvimento Sustentável                  |                          | Delfim Neves Manuel Salvador dos Ramos | 2022            | Fondé par des membres du PCD-GR et soutenu par celui-ci.                                                              |
|     | Parti Force du peuple de Sao Tomé-et-Principe                                 | Partido Força do Povo de São Tomé e Príncipe                              |                          | Martinho Stock                         | 2018            | |
|     | Front démocratique chrétien (en)                                              | Frente Democrática Cristã                                                 |                          | Amilton Barbosa                        | 1990            | Issu du FRNSTP, il participe au coup d'État de 2003.                                                                  |
|     | Mouvement des citoyens indépendants – Parti socialiste                        | Movimento Cidadão Independente de São Tomé e Príncipe                     |                          | António Monteiro                       | 2018            | Scission du MLSTP-PSD.                                                                                                |
|     | Mouvement pour les forces de changement démocratique – Union libérale         | Movimento Democrático das Forças da Mudança – União Liberal               |                          | Fradique de Menezes                    | 2001            | Scission de l'ADI. Fusionné dans l'Union MDFM-UDD entre 2018 et 2022. Ancien nom : - 2001-2022 : MDFM – Parti libéral |
|     | Mouvement pour la libération de Sao Tomé-et-Principe – Parti social-démocrate | Movimento de Libertação de São Tomé e Príncipe – Partido Social Democrata | Gauche à centre gauche   | Jorge Bom Jesus                        | 1960            | Parti unique de 1975 à 1990. Anciens noms : - 1960 : Comité pour la libération de STP - 1972 à 1990 : MLTSP           |
|     | Mouvement social-démocrate – Parti vert de Sao Tomé-et-Principe               | Movimento Social Democrata – Partido Verde de São Tomé e Príncipe         | Centre gauche Écologisme | Elsa Garrido                           | 2017            | |
|     | Mouvement uni pour le développement de Sao Tomé-et-Principe                   | Movimento Unido para o Desenvolvimento Amplo de São Tomé e Príncipe       |                          | Emery D'Alva                           | présent en 2022 | |
|     | Parti de convergence démicratique                                             | Partido de Convergencia Democratica                                       |                          | Danilson Cotú                          | 1990            | Ancien nom, : - 1990 aux années 2000 : PCD - Groupe de réflexion                                                      |
|     | Parti nouveau                                                                 | Partido Novo                                                              |                          | Abílio Santos                          | présent en 2022 | |
|     | Parti de tous les Santoméens                                                  | Partido de Todos São-Tomenses                                             |                          |                                        | 2018,           | |
|     | Parti de l'unité nationale                                                    | Partido da Unidade Nacional                                               |                          |                                        | présent en 2022 | |
|     | Union des démocrates pour la citoyenneté et le développement                  | União dos Democratas para Cidadania e Desenvolvimento                     |                          | Gabriel Costa                          | 2005            | Scission de l'ADI. Fusionné dans l'Union MDFM-UDD entre 2018 et 2022.                                                 |

## Partis régionaux

### Principe
| Nom | Nom                                                | Nom en portugais                                   | Positionnement Idéologie | Chef              | Fondation | Notes               |
| --- | -------------------------------------------------- | -------------------------------------------------- | ------------------------ | ----------------- | --------- | ------------------- |
|     | Mouvement vert pour le développement de Principe   | Movimento Verde para o Desenvolvimento do Príncipe |                          | Nestor Umbelina   | 2018      | Scission de l'UMPP. |
|     | Union pour le progrès et le changement de Principe | União para Mudança e Progresso do Príncipe         |                          | Filipe Nascimento | 2006      |                     |

### São Tomé
| Nom | Nom                                                                 | Nom en portugais                                                 | Positionnement Idéologie | Chef            | Fondation | Notes            |
| --- | ------------------------------------------------------------------- | ---------------------------------------------------------------- | ------------------------ | --------------- | --------- | ---------------- |
|     | Citoyens indépendants pour le développement de Sao Tomé-et-Principe | Cidadão Independente para Desenvolvimento de São Tomé e Príncipe |                          | Nelson Carvalho | 2018      | Basé à Mé-Zóchi. |

## Coalitions
- Coalition PCD-MDFM-UDD (Coligação PCD/MDFM/UDD) : PCD-GR, MDFM-UDD (2018-2022), puis PCD-GR, MDFM-UD et UDD
- Confédération nationale démocratique - Fêssu Bassóla (CDN-FB, Confederação Democrática Nacional - Fêssu Bassóla) : PRD, PPP, PRS[4]
- Uê Kédadji (UK) : PRD, UNDP, CÓDÓ, PPP, ADI (2002), PRS (2006)
- Mouvement pour les forces de changement démocratique-Parti de convergence démocratique (MDFM-PCD, Movimento Democrático das Forças da Mudança-Partido de Convergencia Democratica) : MDFM-PL, PCD-GR
- Plateforme démocratique : ADI, CÓDÓ, PCD-GR, PPP, UNDP[3]

## Anciens partis

### Partis nationaux
| Nom | Nom                                                                | Nom en portugais                                                | Positionnement Idéologie | Fondateur                                                                                           | Dates                      | Notes |
| --- | ------------------------------------------------------------------ | --------------------------------------------------------------- | ------------------------ | --------------------------------------------------------------------------------------------------- | -------------------------- | --- |
|     | Front populaire libre                                              | Frente Popular Livre                                            | Indépendantisme          | Maria do Carmo Bragança Neto, Marina da Graça Santiago de Sousa, Ferreira da Silva, Anita Estibeiro | 1974-1975                  | Une des premières organisations indépendantistes basées à São Tomé. |
|     | Association civique pro-MLSPT                                      | Associação Cívica Pró-MLSTP                                     | Indépendantisme          | Filinto Costa Alegre                                                                                | 1974-1975                  | Une des premières organisations indépendantistes basées à São Tomé. Antenne du MLSTP-PSD alors basé au Portugal, ses membres sont exilés par ce même parti avant l'indépendance,. |
|     | Coalition démocratique de l'opposition                             | Coligaçao Democrática da Oposiçao                               |                          | Nelson Silva                                                                                        | 1986                       | Fusion de l'UDISTP et du FRNSTP. Partido Democratico de São Tomé e Príncipe—Coligacao Democratico de Oposicao Coalition : - 2002 et 2006 : UK                                     |
|     | Parti des travailleurs santoméens (en)                             | Partido Trabalhista Santomense                                  |                          | Anacleto Rolim                                                                                      | 1993                       | Ancien nom : - 1993 à 1998 : Alliance populaire |
|     | Parti populaire du progrès (en)                                    | Partido Popular do Progresso                                    |                          | Francisco Silva                                                                                     | 1998,-?                    | Coalitions - 2002 et 2006 : UK - 2010 : coalition CDN-FB |
|     | Union nationale pour la démocratie et le progrès (en)              | União Nacional para a Democracia e Progresso                    |                          | Paixão Lima,                                                                                        | 1998,                      | Coalition : - 2002 et 2006 : UK |
|     | Parti du renouveau démocratique (en)                               | Partido da Renovação Democrática                                |                          | Armindo Graça                                                                                       | 2001-?                     | Coalitions - 2002 et 2006 : UK - 2010 : coalition CDN-FB |
|     | Voix de la population                                              | Voz da População                                                |                          | | présent en 2002,           | |
|     | Parti du renouveau social (en)                                     | Partido da Renovação Social                                     |                          | | 2004-?                     | Coalitions - 2006 : UK - 2010 : coalition CDN-FB |
|     | Parti social et libéral (en)                                       | Partido Social e Liberal ou Partido Liberal Social              |                          | | 2005-?                     | |
|     | Mouvement nouvelle voie                                            | Movimento Novo Rumo                                             |                          | João Gomes                                                                                          | 2006-?                     | |
|     | Génération espoir                                                  | Geração Esperança                                               |                          | | présent en 2006 et en 2013 | |
|     | Mouvement national de la société civile                            | Movimento Nacional da Sociedade Civil                           |                          | Aurélio Silva                                                                                       | 2010                       | Lié au Syndicat des travailleurs de l'État, dont Aurélio Silva est secrétaire général. Pour cette raison, il n'est pas reconnu par le Tribunal suprême de Justice.                |
|     | Mouvement socialiste                                               | Movimento Socialista                                            |                          | Gilberto Gil Umbelina                                                                               | 2010                       | |
|     | Ordre libéral démocratique (en)                                    | Ordem Liberal Democrata                                         |                          | Albertino Francisco                                                                                 | 2014-?                     | |
|     | Parti de la stabilité et du progrès social                         | Partido da Estabilidade e Progresso Social                      |                          | Rafael Branco                                                                                       | 2014-2017                  | Scission du MLSTP-PSD. |
|     | Plateforme nationale pour le développement de Sao Tomé-et-Principe | Plataforma Nacional para Desenvolvimento de São Tomé e Príncipe |                          | Antonio Quintas Aguiar                                                                              | 2014                       | Scission du MLSTP-PSD. |
|     | Union MDFM-UDD                                                     | União MDFM/UDD                                                  |                          | Carlos Neves                                                                                        | 2018-2022                  | Fusion du MDFM-PL et de l'UDD. |

### Partis régionaux à Principe
| Nom | Nom                                | Nom en portugais               | Positionnement Idéologie | Fondateur         | Dates            | Notes |
| --- | ---------------------------------- | ------------------------------ | ------------------------ | ----------------- | ---------------- | ----- |
|     | Pour un Mé-Zóchi autonome          | Por Um Mê-Zochi Autonomo       |                          |                   | présent en 2006, |       |
|     | Renaissance d'Água Grande          |                                |                          | Elsa Pinto        | présent en 2006, |       |
|     | Mouvement pour l'amour de Principe | Movimento Por Amor ao Príncipe |                          | Danilo Salvaterra | 2014             |       |

### Parits régionaux à São Tomé
| Nom | Nom                                                     | Nom en portugais                                     | Positionnement Idéologie | Fondateur | Dates            | Notes |
| --- | ------------------------------------------------------- | ---------------------------------------------------- | ------------------------ | --------- | ---------------- | ----- |
|     | Alliance démocratique pour le développement de Principe | Aliança Democrática para Desenvolvimento do Príncipe |                          |           | présent en 2006, |       |

### Parti établis à l'étranger
- Union démocratique indépendante de Sao Tomé-et-Principe (en) (UDISTP, União Democrãtica Independente de São Tomé e Príncipe, 1986-?)
- Action démocratique nationale de Sao Tomé-et-Principe (en) (ADNSTP, Acção Democrática Nacional de São Tomé e Príncipe)
- Front de résistance national de Sao Tomé-et-Principe (en) (FRNSTP, Frente de Resistência Nacional de São Tomé e Príncipe, 1981-1986)
- Front de résistance national de Sao Tomé-et-Principe - Renouveau (en) (FRNSTP-R, Frente de Resistência Nacional de São Tomé e Príncipe-Renovada, 1986-1990)

## Historique électoral
| Organisation politique                                                                    | Année électorale | Année électorale | Année électorale | Année électorale | Année électorale | Année électorale | Année électorale | Année électorale | Année électorale |
| Organisation politique                                                                    | 1991             | 1994             | 1998             | 2002             | 2006             | 2010             | 2014             | 2018             | 2022             |
| ----------------------------------------------------------------------------------------- | ---------------- | ---------------- | ---------------- | ---------------- | ---------------- | ---------------- | ---------------- | ---------------- | ---------------- |
| Action démocratique indépendante (ADI)                                                    | –                | X                | X                | UK               | X                | X                | X                | X                | X                |
| Mouvement Basta (BASTA)                                                                   | –                | –                | –                | –                | –                | –                | –                | –                | X                |
| Citoyens indépendants pour le développement de Sao Tomé-et-Principe (CID-STP)             | –                | –                | –                | –                | –                | –                | –                | –                | X                |
| Confédération nationale démocratique – Fêssu Bassóla (CND-FB)                             | –                | –                | –                | –                | –                | X                | –                | –                | –                |
| Coalition démocratique de l'opposition (CODO)                                             | X                | X                | X                | UK               | UK               | X                | X                | –                | –                |
| Front démocratique chrétien (en) (FDC)                                                    | X                | X                | X                | X                | X                | X                | X                | –                | –                |
| Génération espoir (GE)                                                                    | –                | –                | –                | –                | X                | –                | –                | –                | –                |
| Mouvement des citoyens indépendants – Parti socialiste (MCI-PS)                           | –                | –                | –                | –                | –                | –                | –                | X                | PMU              |
| Mouvement uni pour le développement de Sao Tomé-et-Principe (MUDA-STP)                    | –                | –                | –                | –                | –                | –                | –                | –                | X                |
| Mouvement pour les forces de changement démocratique – Union libérale (MDFM-UL)           | –                | –                | –                | PM               | PM               | X                | X                | PMU              | X                |
| Mouvement pour la libération de Sao Tomé-et-Principe – Parti social-démocrate (MLSTP-PSD) | X                | X                | X                | X                | X                | X                | X                | X                | X                |
| Mouvement nouvelle voie (MNR)                                                             | –                | –                | –                | –                | X                | –                | –                | –                | –                |
| Mouvement social-démocrate – Parti vert de Sao Tomé-et-Principe (MSD-PVSTP)               | –                | –                | –                | –                | –                | –                | –                | X                | X                |
| Mouvement socialiste (MS)                                                                 | –                | –                | –                | –                | –                | X                | X                | –                | –                |
| Parti de convergence démocratique (PCD)                                                   | X                | X                | X                | PM               | PM               | X                | X                | PMU              | –                |
| Parti Force du peuple de Sao Tomé-et-Principe (PFPSTP)                                    | –                | –                | –                | –                | –                | –                | –                | X                | X                |
| Parti nouveau                                                                             | –                | –                | –                | –                | –                | –                | –                | –                | X                |
| Parti populaire du progrès (en) (PPP)                                                     | –                | X                | X                | UK               | UK               | FB               | –                | –                | –                |
| Parti du renouveau démocratique (en) (PRD)                                                | –                | –                | –                | UK               | UK               | FB               | –                | –                | –                |
| Parti du renouveau social (en) (PRS)                                                      | –                | –                | –                | –                | UK               | FB               | –                | –                | –                |
| Parti social et libéral (en) (PSL)                                                        | –                | –                | –                | –                | X                | –                | –                | –                | –                |
| Parti de la stabilité et du progrès social (PEPS)                                         | –                | –                | –                | –                | –                | –                | X                | –                | –                |
| Parti de tous les Santoméens (PTOS)                                                       | –                | –                | –                | –                | –                | –                | –                | X                | X                |
| Parti de l'unité nationale (PUN)                                                          | –                | –                | –                | –                | –                | –                | –                | –                | PMU              |
| Alliance populaire (AP) puis Parti des travailleurs santoméens (en) (PTS)                 | –                | X                | X                | X                | X                | –                | X                | –                | –                |
| Plateforme nationale pour le développement de Sao Tomé-et-Principe                        | –                | –                | –                | –                | –                | –                | X                | –                | –                |
| Uê Kédadji (UK)                                                                           | –                | –                | –                | X                | –                | –                | –                | –                | –                |
| Union des démocrates pour la citoyenneté et le développement (UDD)                        | –                | –                | –                | –                | –                | –                | X                | PMU              | –                |
| Union MDFM-UDD (MDFM-UDD)                                                                 | –                | –                | –                | –                | –                | –                | –                | X                | –                |
| Union nationale pour la démocratie et le progrès (en) (UNDP)                              | –                | X                | X                | UK               | UK               | X                | X                | –                | –                |